# Pedagogika opiekuńczo-wychowawcza
Pedagogika opiekuńcza – dział pedagogiki. Opisuje, wyjaśnia i optymalizuje szeroko rozumianą działalność opiekuńczo-wychowawczą, podejmowaną wobec dzieci i młodzieży do czasu uzyskania przez nich względnej samodzielności życiowej.
Pierwszy nazwą tą posłużył się Czesław Babicki w 1925 r.